# プラウエン市電
プラウエン市電（プラウエンしでん、ドイツ語: Straßenbahn Plauen）は、ドイツの都市・プラウエン市内の路面電車。2022年現在はプラウエン路面電車有限会社（Plauener Straßenbahn GmbH、PSB）によって運営が行われている。

## 歴史
ドイツの都市・プラウエン市内に軌道交通を導入する動きは19世紀末から起こり始め、1885年にはライプツィヒの企業がプラウエン市との間に馬車鉄道、路面電車、もしくはケーブルカーといった煤煙を出さない軌道交通を建設する契約を結んだ。しかしこの計画は実現せず、現在のプラウエン市電の基となったのは1893年にドイツの企業・AEGがプラウエン市の契約を結んだ上で建設が行われた路線であり、線路や架線の敷設、車庫や施設の建設、車両の納入を経て翌1894年11月17日から営業運転を開始した。
同年に最初の延伸が行われて以降、ハイパーインフレーションの影響に伴う1923年から1924年までの運行休止を挟んで1930年代まで路面電車はプラウエン市内に路線網を拡大し、それに伴い多数の車両が導入された。また、1905年には路線の拡大に伴い系統制を導入したが、当初は色による区別が行われ、数字による系統の区別が行われるようになったのは1939年であった。第二次世界大戦中は一時的に貨物輸送にも使用されたが、1945年の空襲の被害により路面電車は甚大な被害を受けて長期の運休を余儀なくされ、廃止が決定した一部区間を除き復旧は1948年となった。
戦後、東ドイツの路面電車となったプラウエン市電は運営組織がそれまでの株式会社から人民公社へと移管された。それ以降は路線の延伸が行われると共に終端部のループ線の整備や路線の複線化などの改良が実施された他、信用乗車方式の導入といった合理化も進められた。車両については1950年代以降東ドイツ製の2軸車が導入された一方、1976年以降はチェコスロバキア（現：チェコ）のČKDタトラが開発した車両が多数導入された。
1990年に人民公社から現在のプラウエン路面電車有限会社（Plauener Straßenbahn GmbH）へ転換されて以降、同事業者は路線バスや乗合タクシーといった自動車事業に参入し、2007年には一部系統の廃止や深夜系統の深夜バスへの置き換えが行われた。ただし近代化は継続して進められ、線路や施設の改修、在籍車両の更新や超低床電車の導入などが行われている。また、2007年に一度廃止された「2号線」という系統名については2020年に実施されたダイヤ改正で新設された系統に再度使用されている。

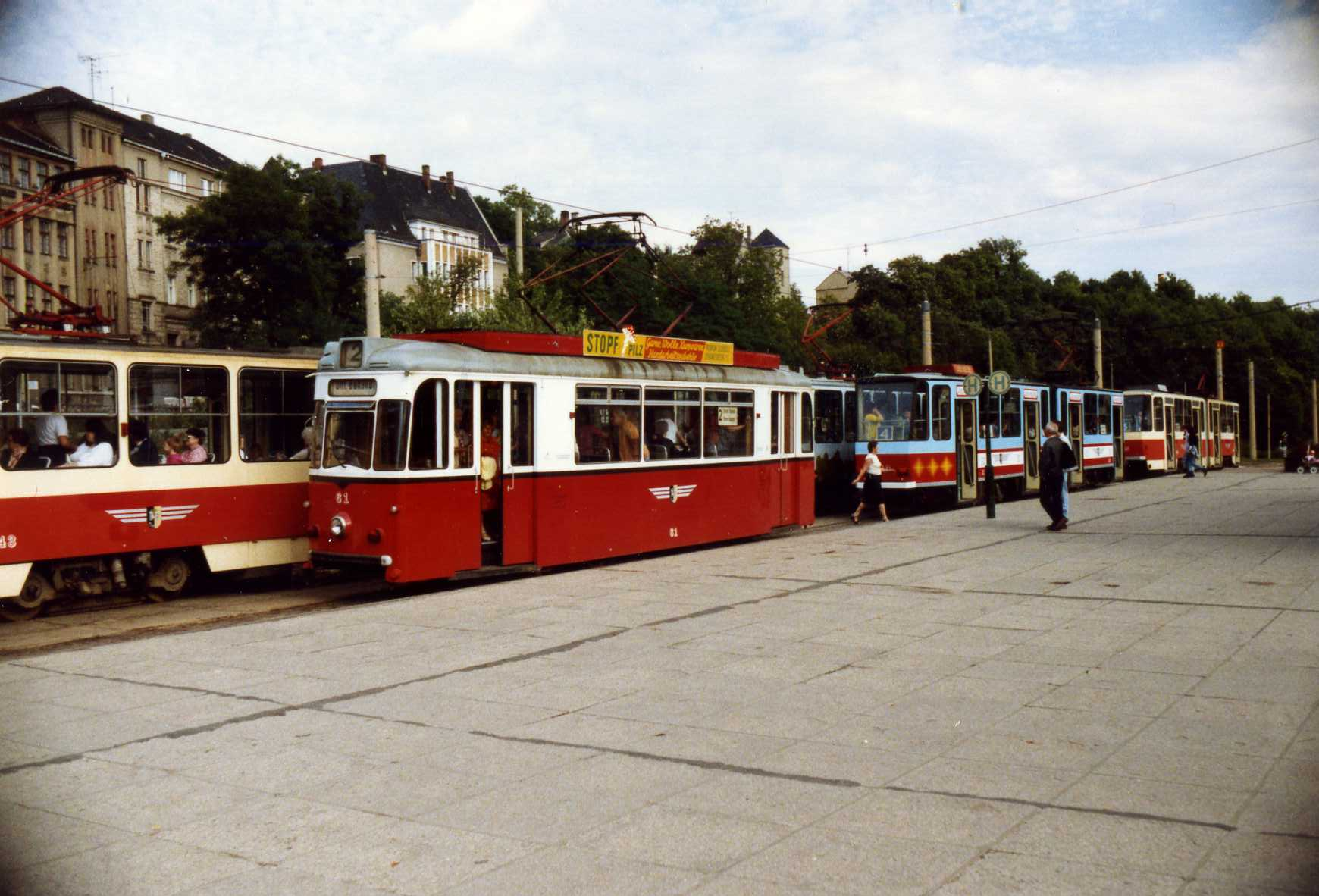
東ドイツ時代のプラウエン市電（1989年撮影）

## 系統
前述の2020年に実施されたダイヤ改正以降、プラウエン市電には以下の6系統が設定されている。
| 系統番号 | 起点        | 終点           | 営業キロ | 備考                                   |
| -------- | ----------- | -------------- | -------- | -------------------------------------- |
| 1        | Neundorf    | Preißelpöhl    | 4.8km    |                                        |
| 2        | Preißelpöhl | Waldfrieden    | 6.1km    |                                        |
| 3        | Waldfrieden | Neundorf       | 6.5km    |                                        |
| 4        | Reusa       | Oberer Bahnhof | 5.5km    |                                        |
| 5        | Plamag      | Südvorstadt    | 5.9km    |                                        |
| 6        | Reusa       | Plamag         | 7.8km    | 土曜、大晦日、イベント開催時にのみ運行 |

## 車両

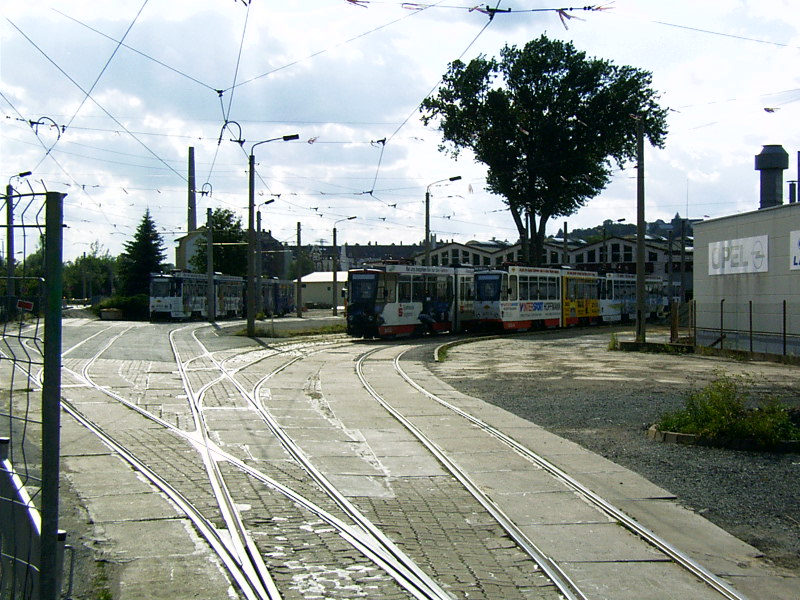
プラウエン市電の車庫（2007年撮影）

### 営業用車両
- KT4D-M - 東ドイツ時代の1976年から導入されたČKDタトラ製の小型2車体連接車のタトラKT4のうち、1990年代以降機器更新が行われた車両。2022年現在は15両が在籍しており、そのうち1両（216）は導入当初の塗装への復元が行われている[6][10][11]。
- NGT6 - ボンバルディア・トランスポーテーション（現：アルストム）が展開する部分超低床電車ブランドのフレキシティ・クラシックの1形式。全長21 mの2車体連接車で、勾配が多いプラウエン市内に適合した設計や機器を有する。プラウエン市電にとって37年ぶりの新形式として2013年から導入が行われ、2022年現在は9両が在籍する[6][10][12]。

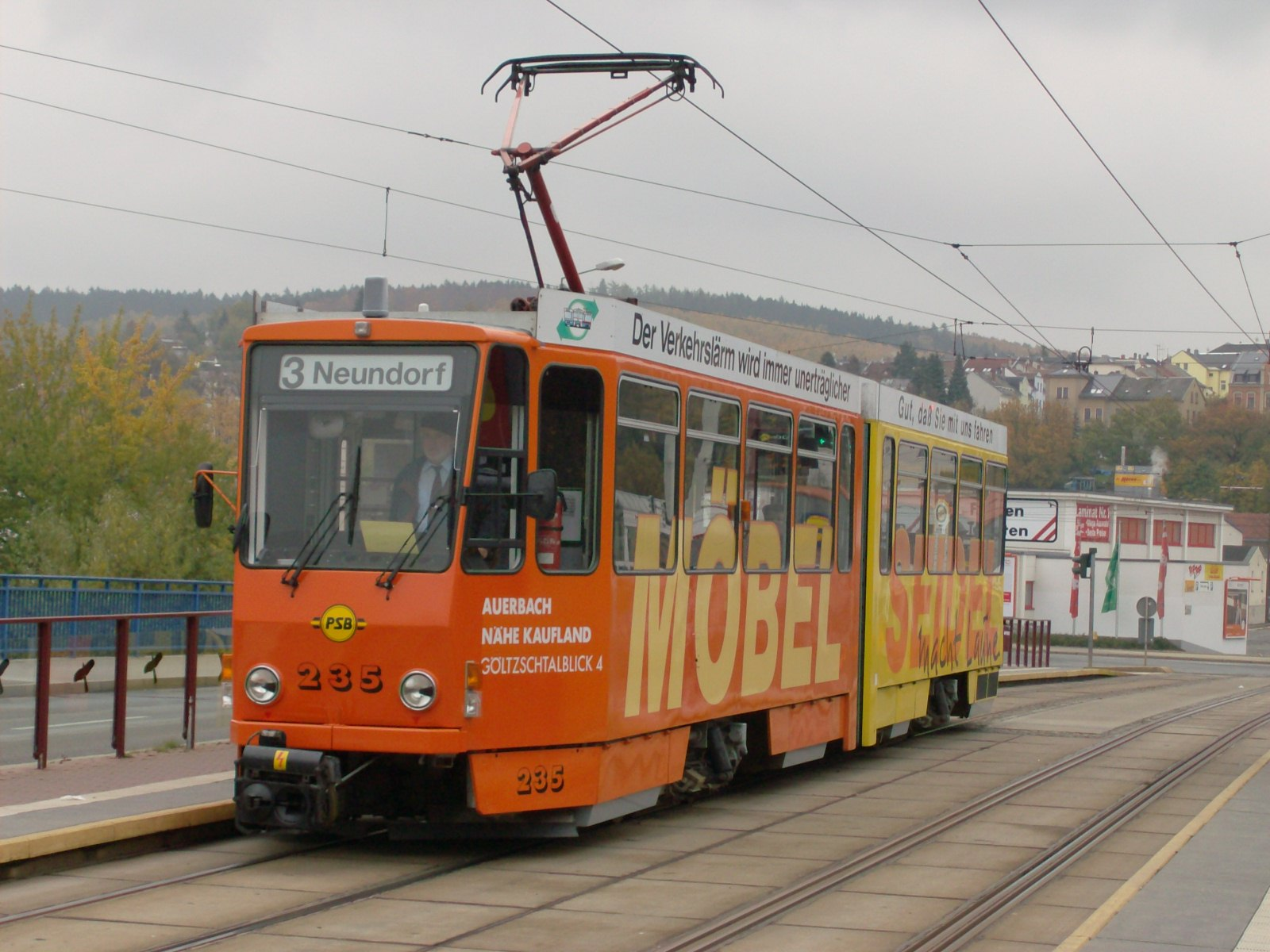
KT4D-M（235） （2007年撮影）
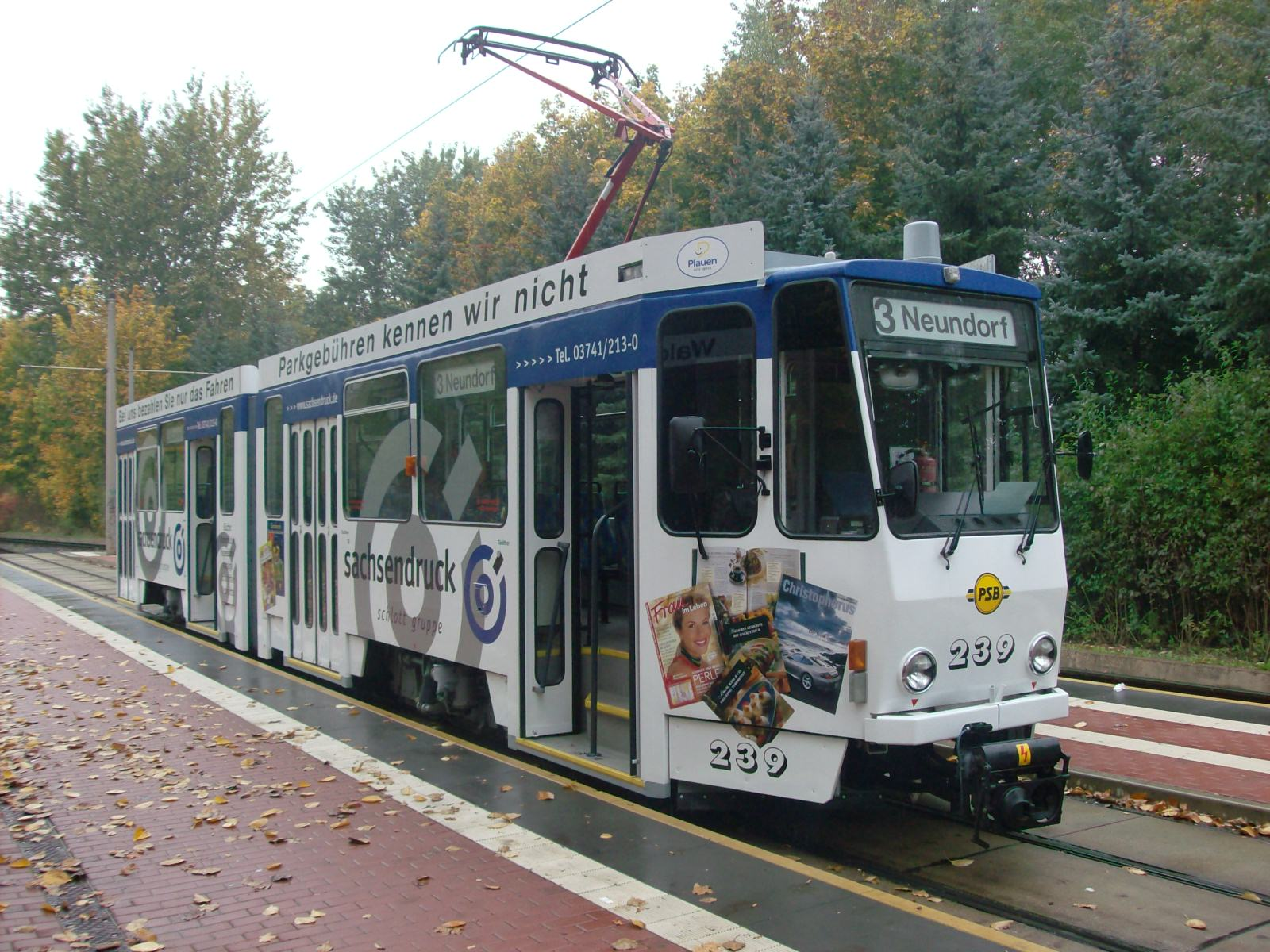
KT4D-M（239） （2007年撮影）
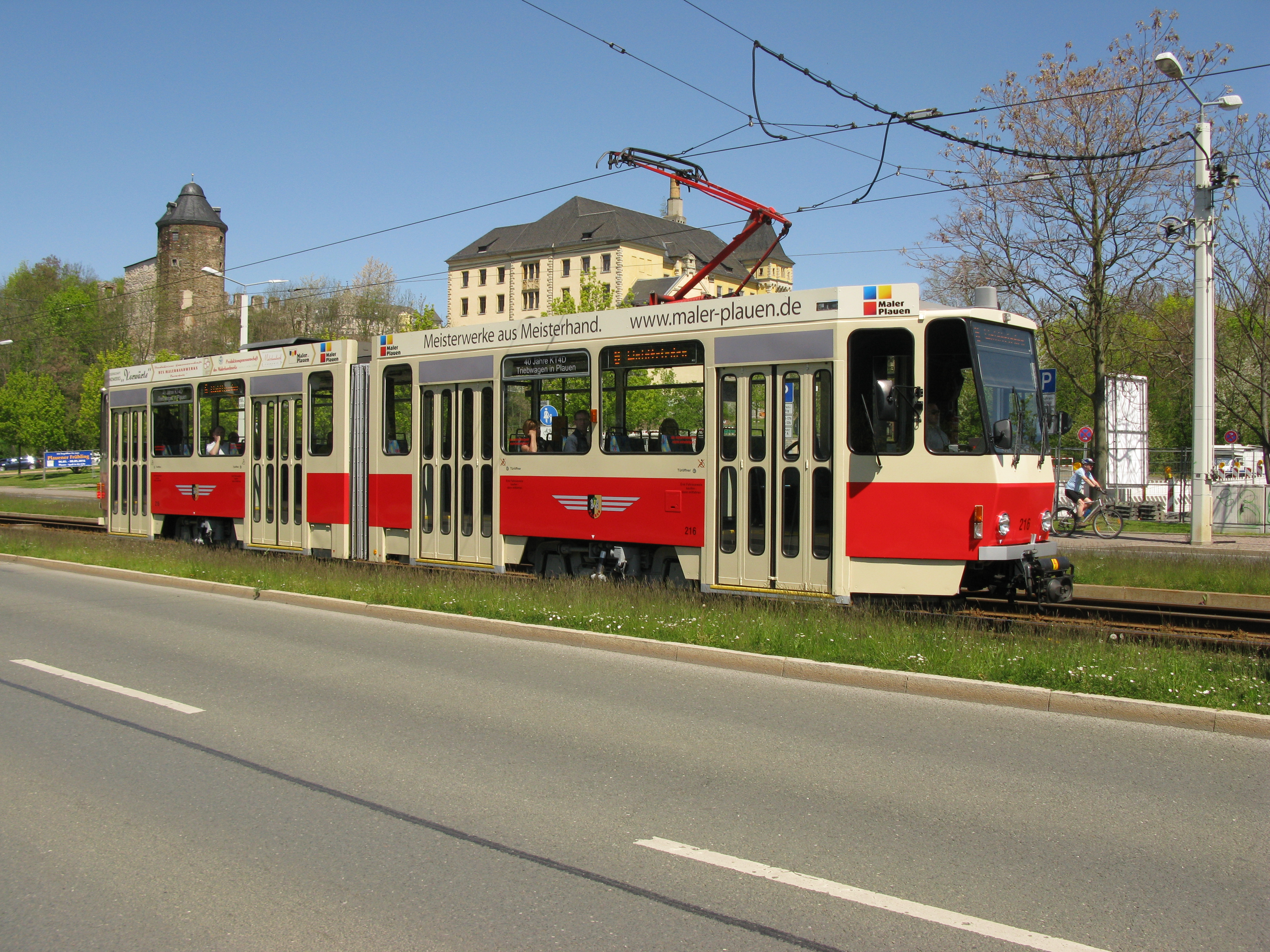
KT4D-M（216） （2016年撮影）
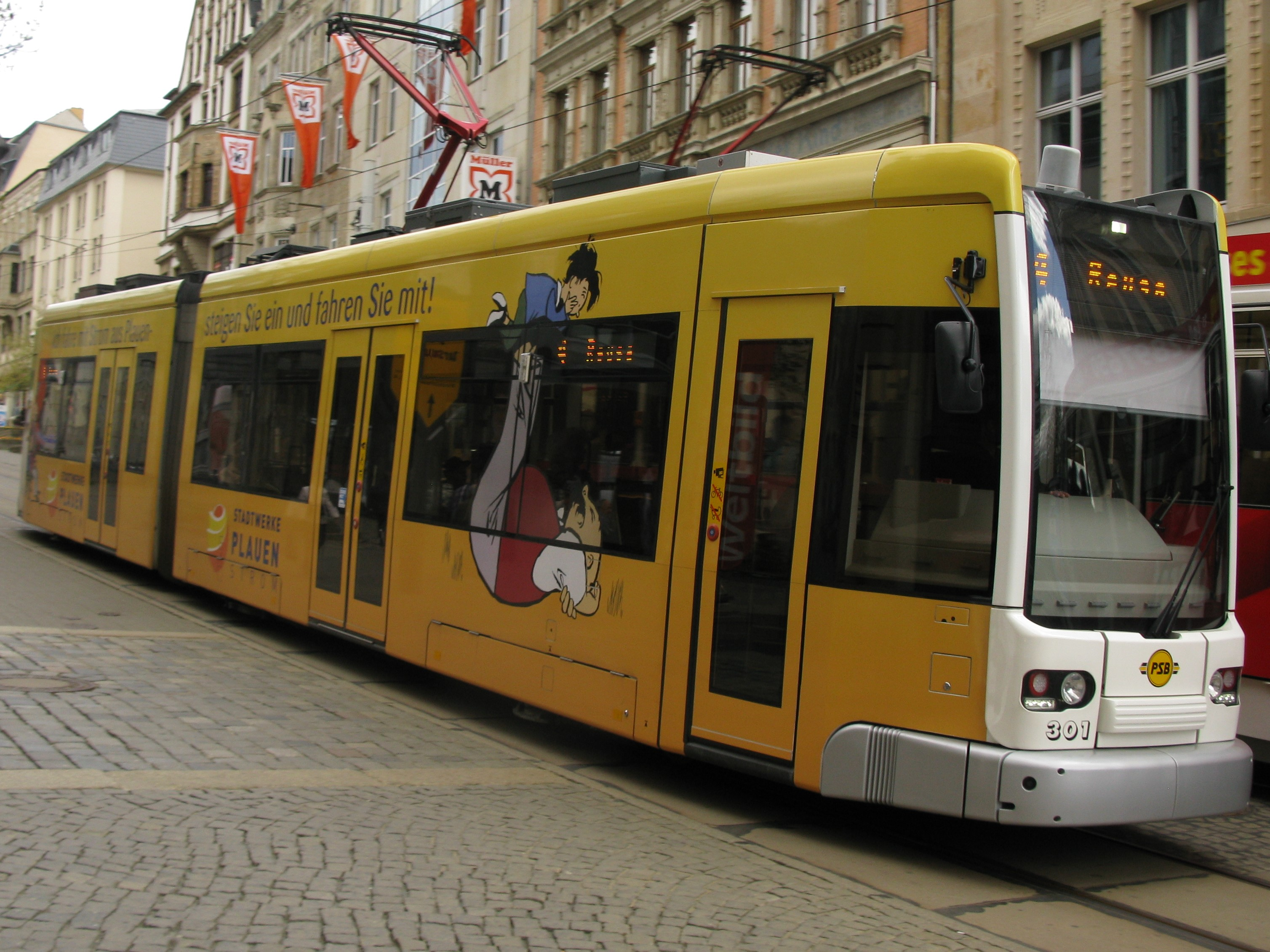
NGT6（301） （2017年撮影）

### 動態保存車両

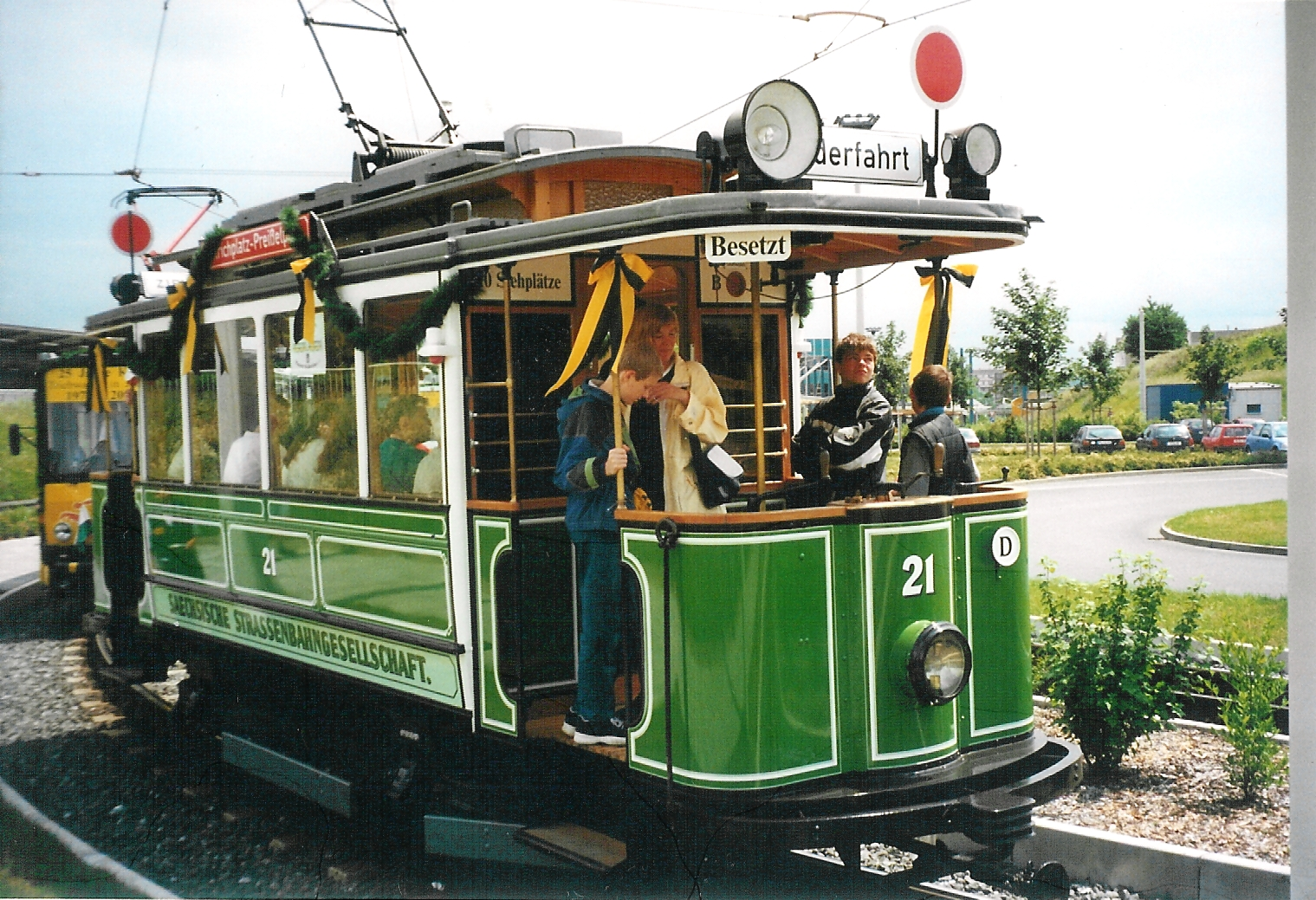
21（2001年撮影）
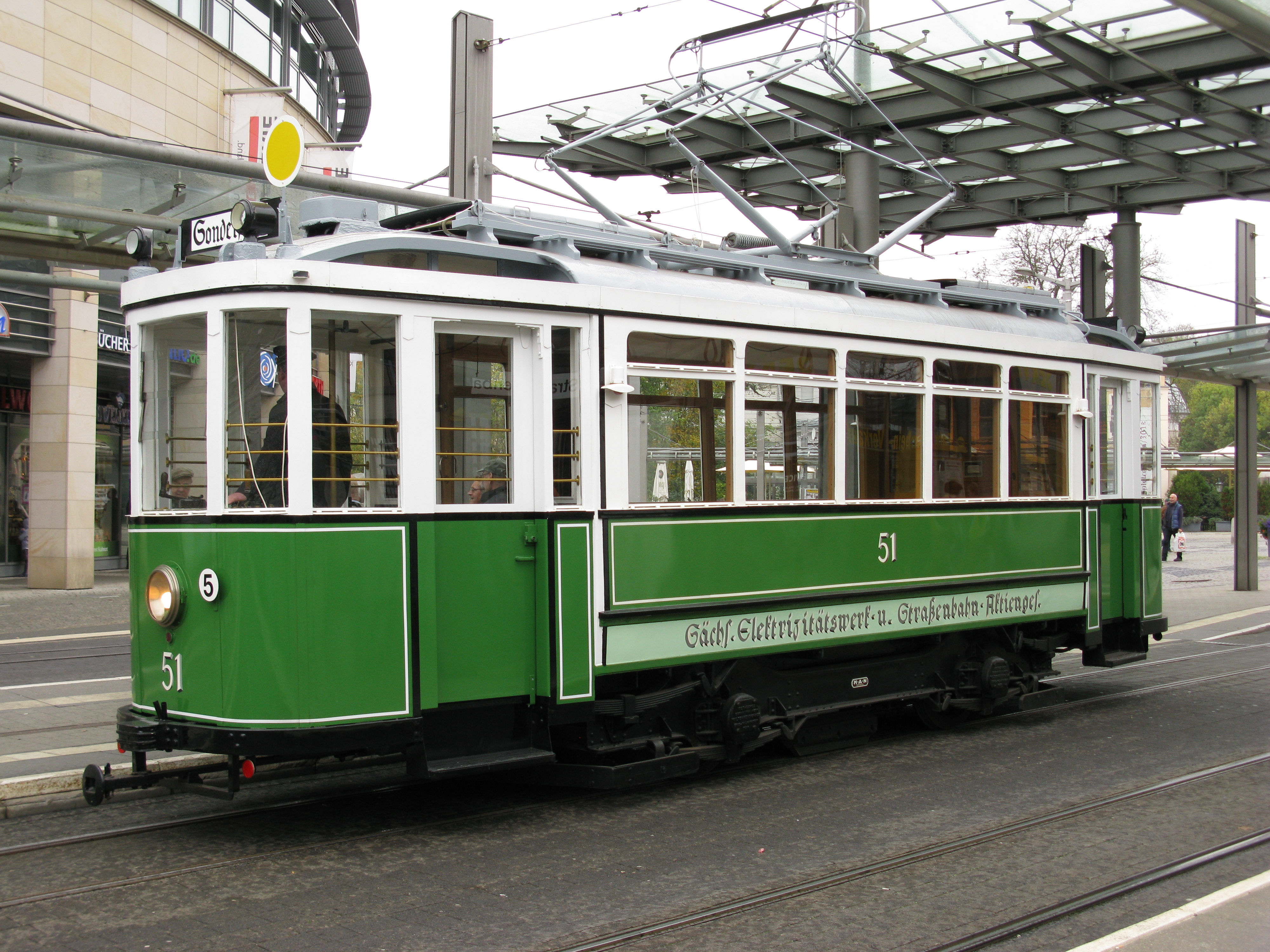
51（2014年撮影）
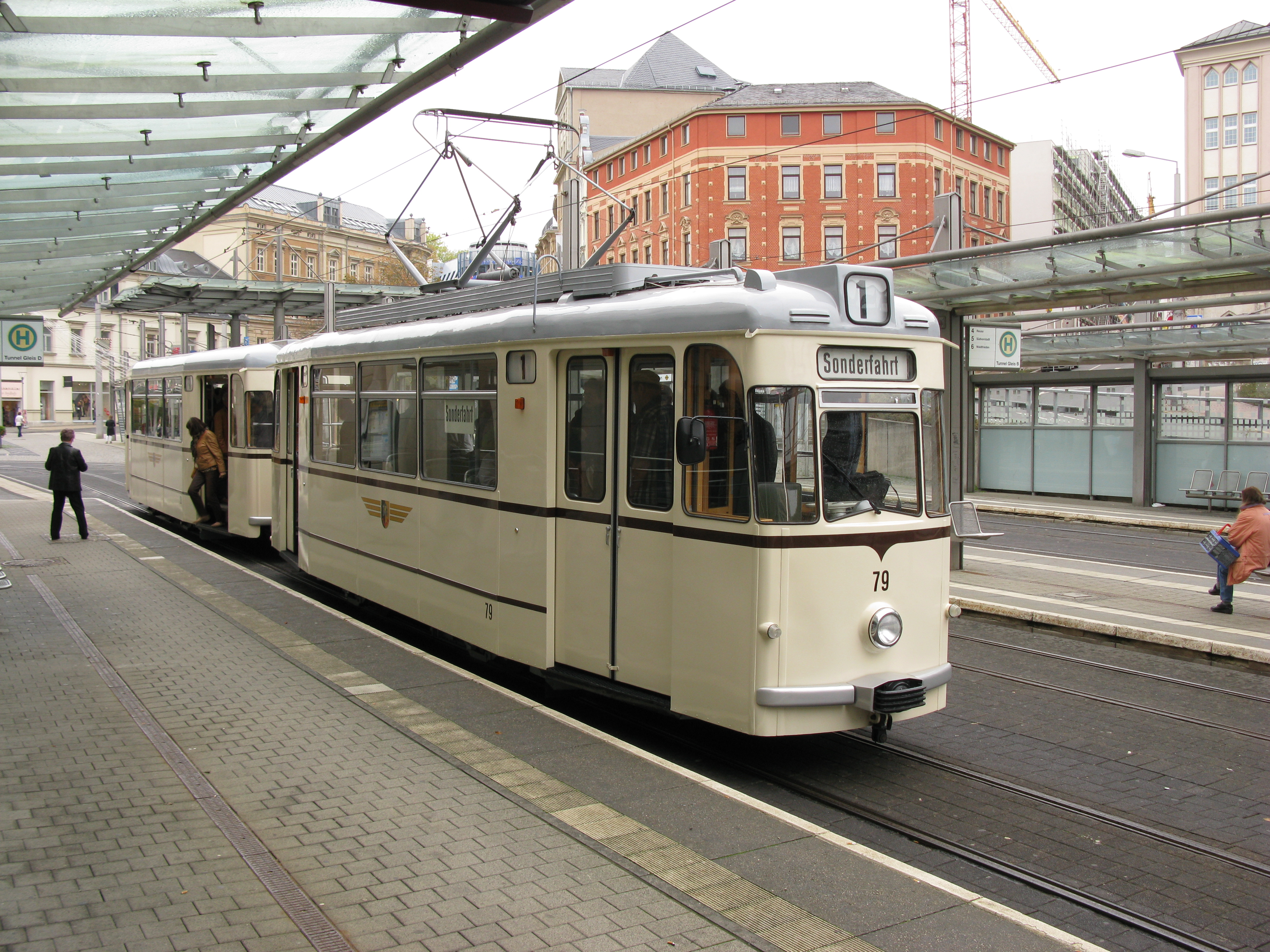
79（2014年撮影）
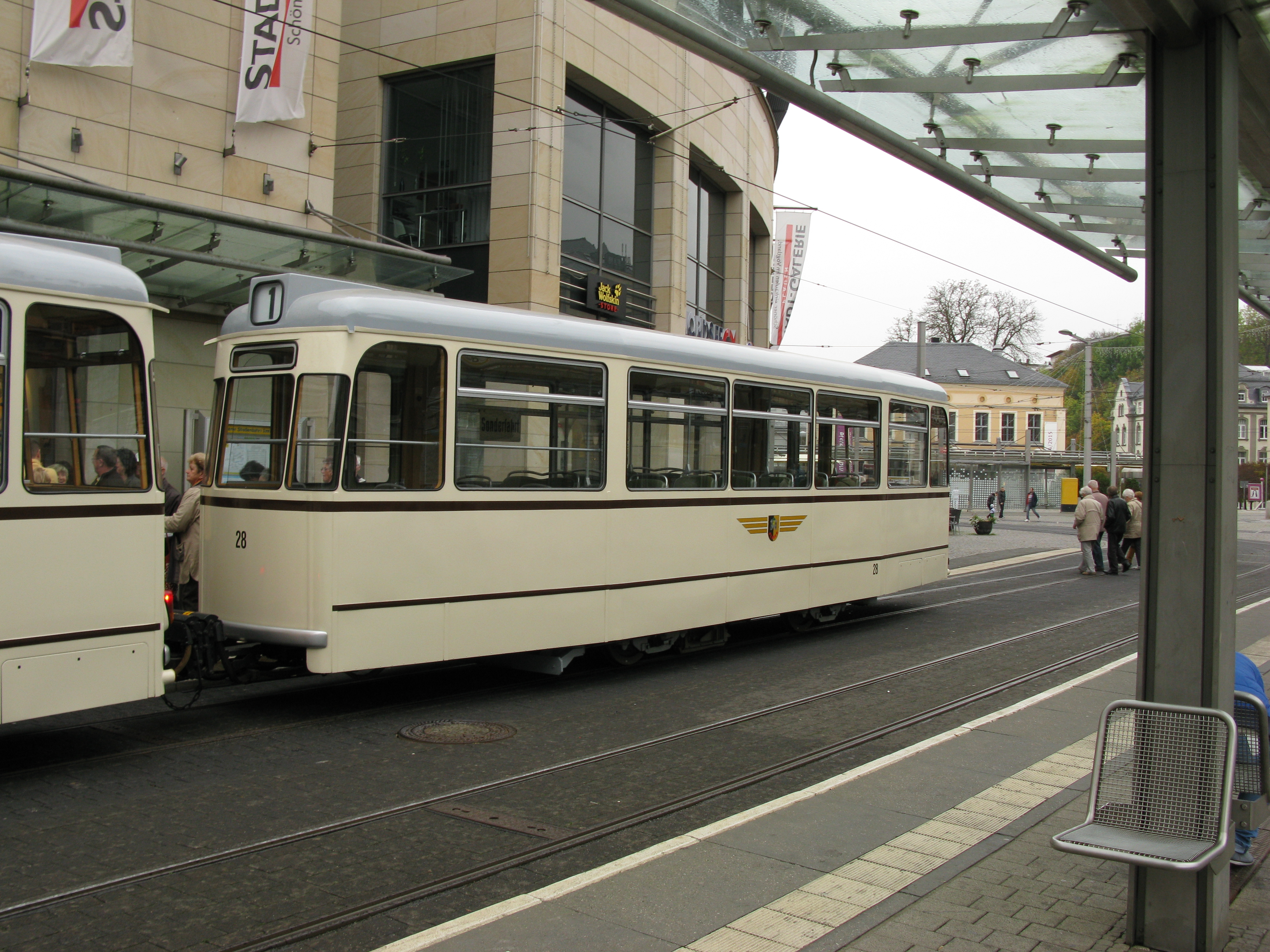
28（2014年撮影）

### イベント用・事業用車両

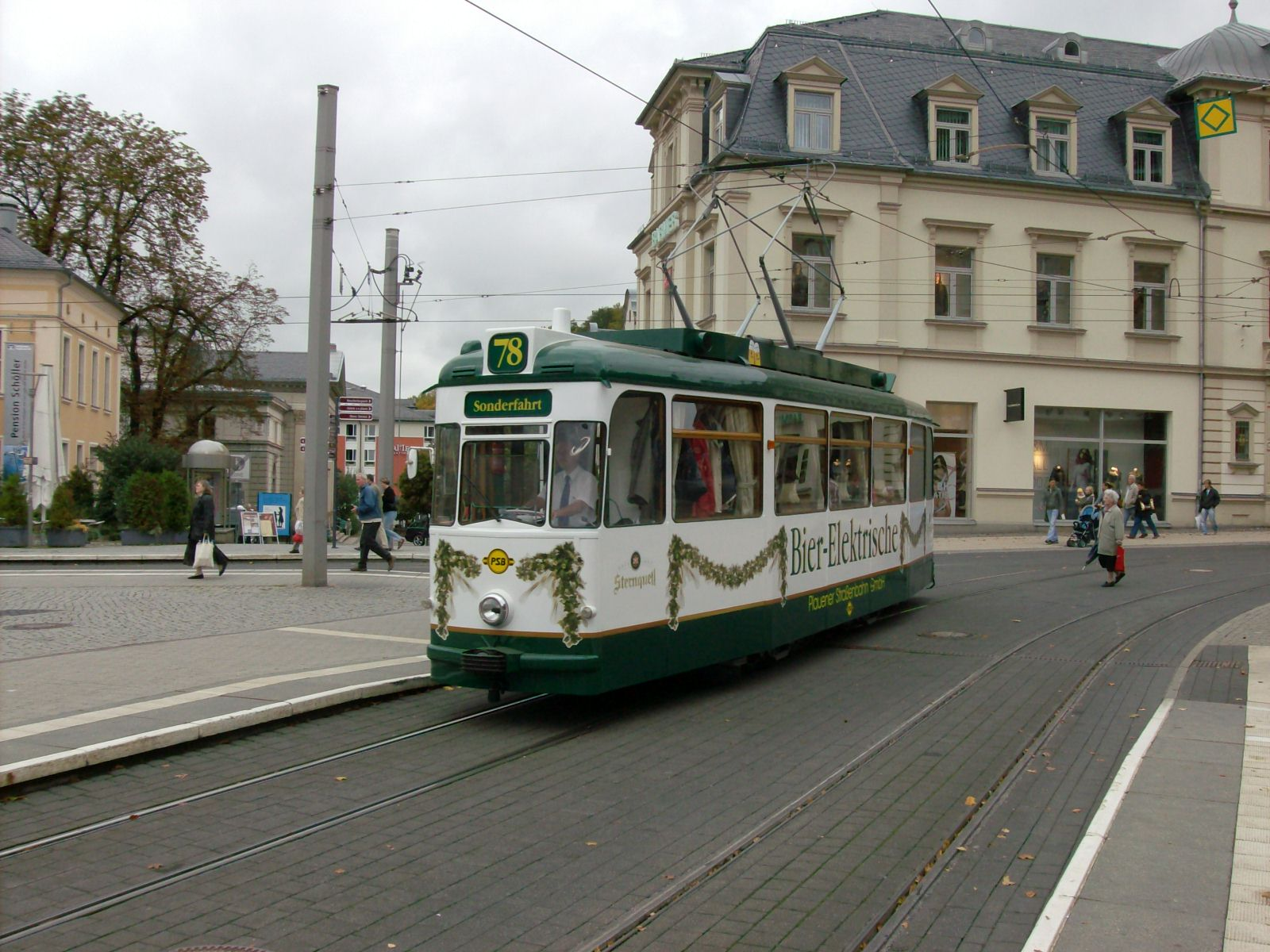
78 "Bierelektrische"（2007年撮影）
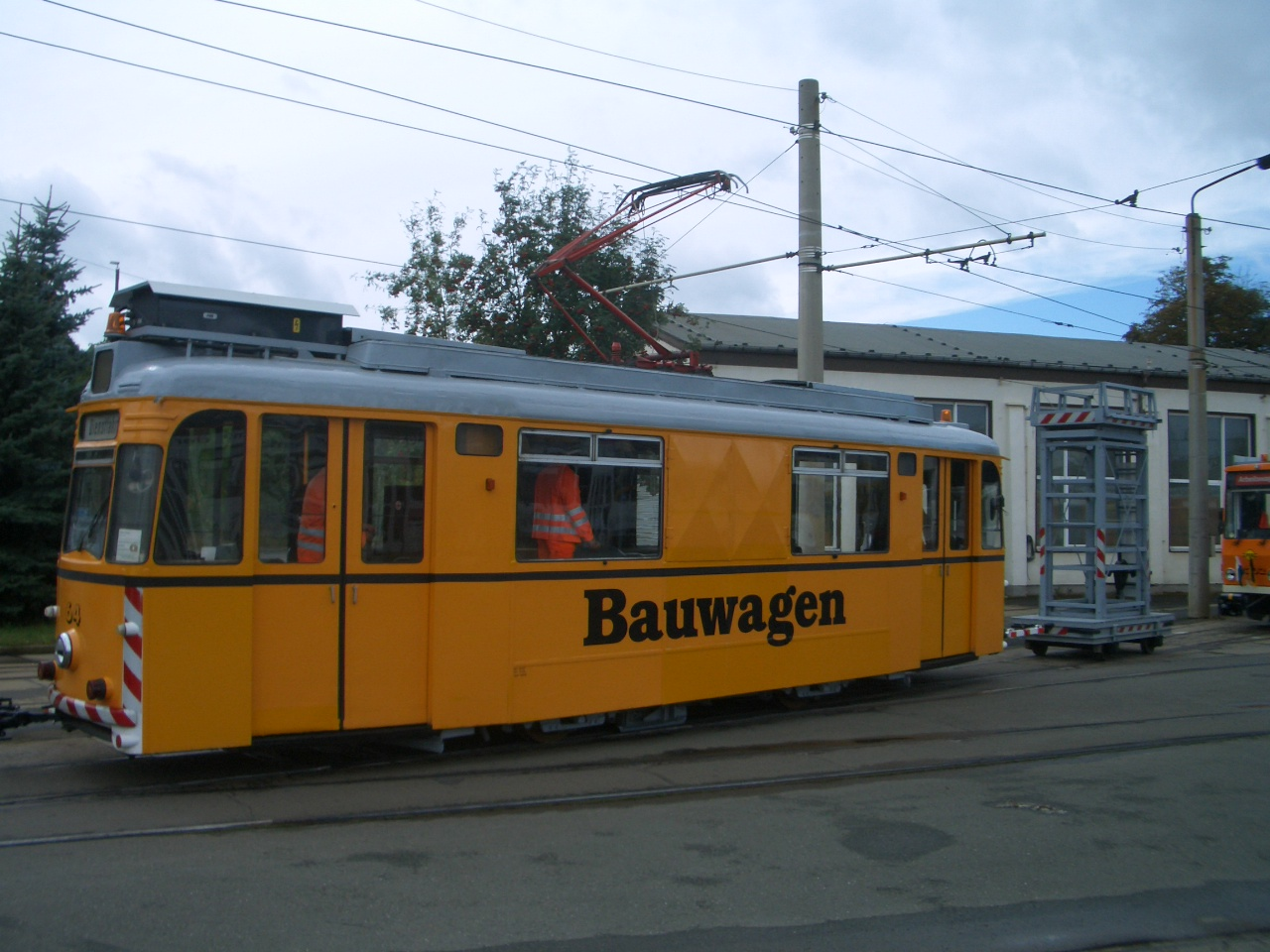
64（2004年撮影）
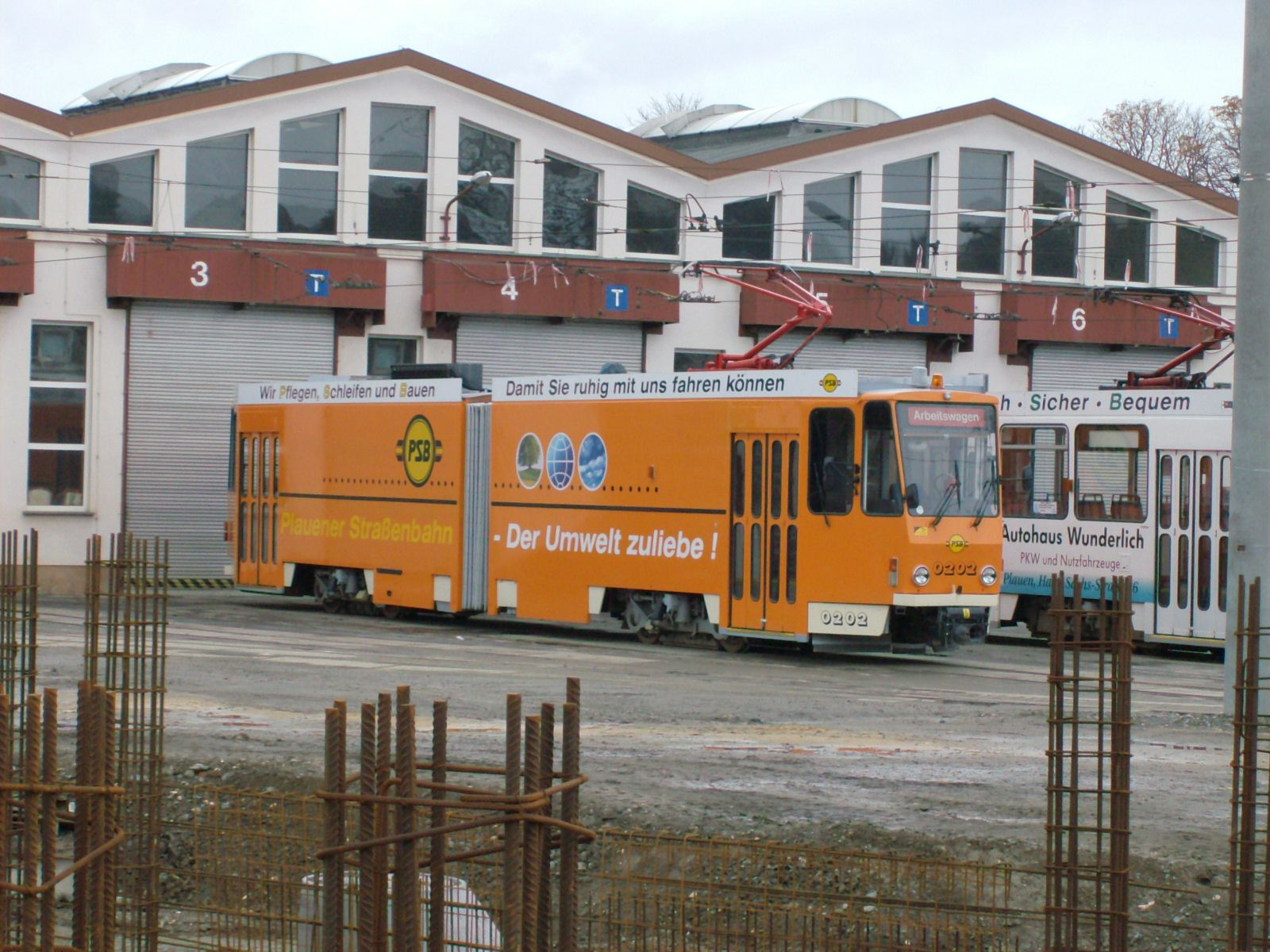
0202（2007年撮影）